# Playa de El Espartal
La playa de El Espartal es un arenal en la costa del concejo asturiano de Castrillón, España.

## Delimitación
Sus límites dependen de la fuente consultada. Según el ayuntamiento de Castrillón, incluiría las playas de Salinas y de San Juan de Nieva, aunque sería comúnmente denominada como Salinas. Tendría una longitud de 2 600 m, 2 100 m de la de Salinas y 500 m de la de San Juan.

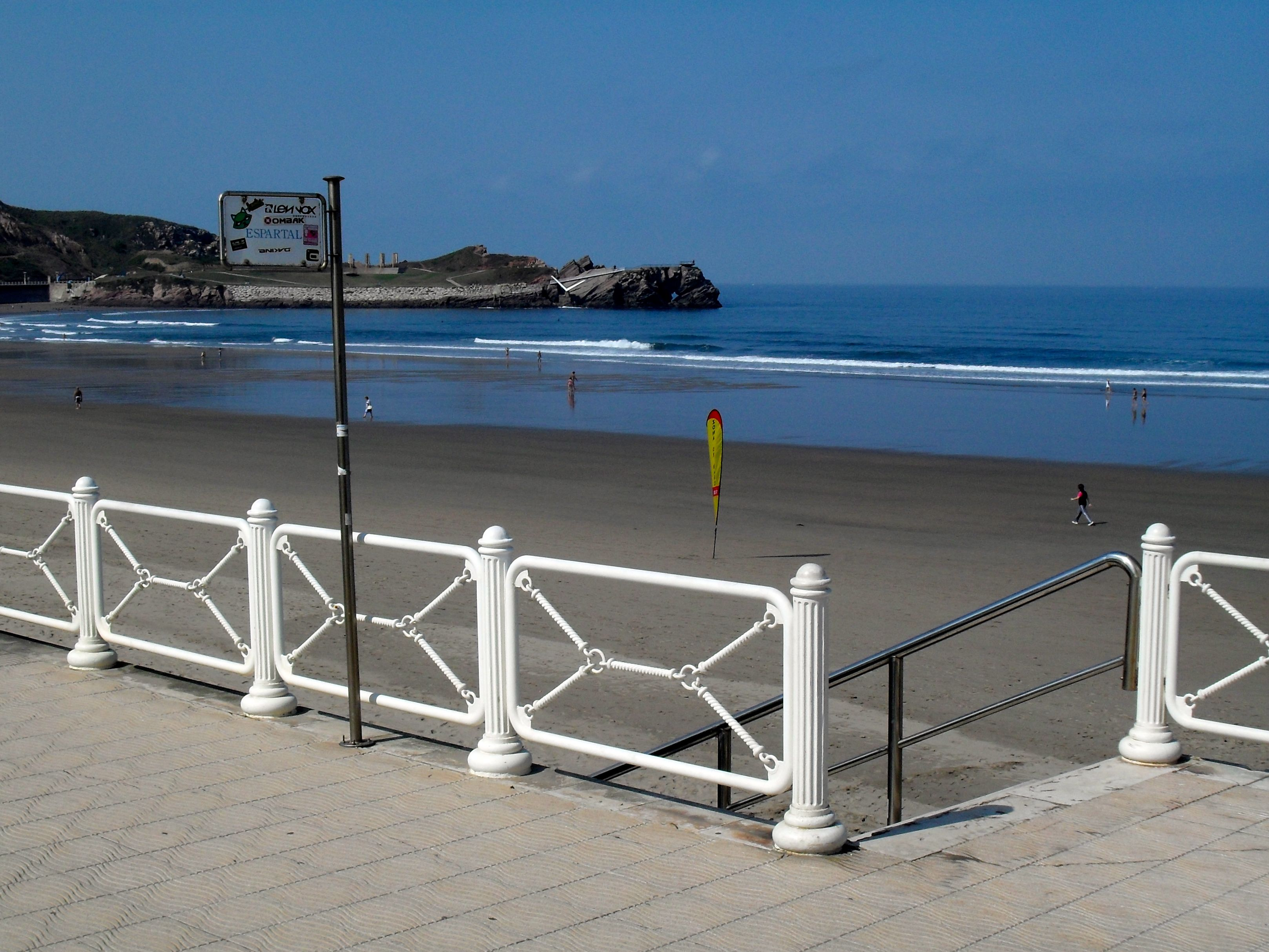
Cartel con la indicación «Espartal» junto a una escalera del paseo marítimo de Salinas

La mancomunidad de la comarca de Avilés, a la que pertenece el concejo de Castrillón, en el documento Playas todo el año. Comarca Avilés, recoge la delimitación del ayuntamiento y, en el apartado dedicado a la práctica del surf en Salinas, la denominación de El Espartal para la zona centro del arenal, entre Salinas y San Juan. En este sentido, el inventario de playas del Plan de Salvamento en Playas del Principado de Asturias de 2009 incluye la playa de El Espartal como diferenciada de Salinas y San Juan de Nieva. Y según La Nueva España, en el año 2012, el puesto de salvamento de El Espartal fue atendido por seis socorristas, los mismos que en San Juan y tres o cuatro en Salinas.
Según la guía de playas del Ministerio de Agricultura, Alimentación y Medio Ambiente, El Espartal sería otro nombre por el que se conoce a la playa de San Juan, los 500 m del extremo oriental del arenal.
Esta delimitación coincidiría con la utilizada por el Principado de Asturias, en el inventario de playas recogido en las Directrices Subregionales de Ordenación del Territorio para la Franja Costera.  Estas directrices son, según la parte dispositiva del decreto que las aprueba, «marco de referencia obligado para la actuación territorial de la Administración pública en la zona costera asturiana». De acuerdo a este documento, la playa de El Espartal, formada únicamente por arenas, tiene una longitud de 500 m y unas superficies de 50 000 y 105 000 m² en marea baja y alta, respectivamente. Está clasificada como playa urbana, con una importancia de los impactos muy alta, un interés de conservación alto y un uso predominante de baños. Así mismo, el documento establece, junto con el Plan de Ordenación de los Recursos Naturales de Asturias, la necesidad de un área especial de protección para la playa de El Espartal, como monumento natural.

## Monumento natural

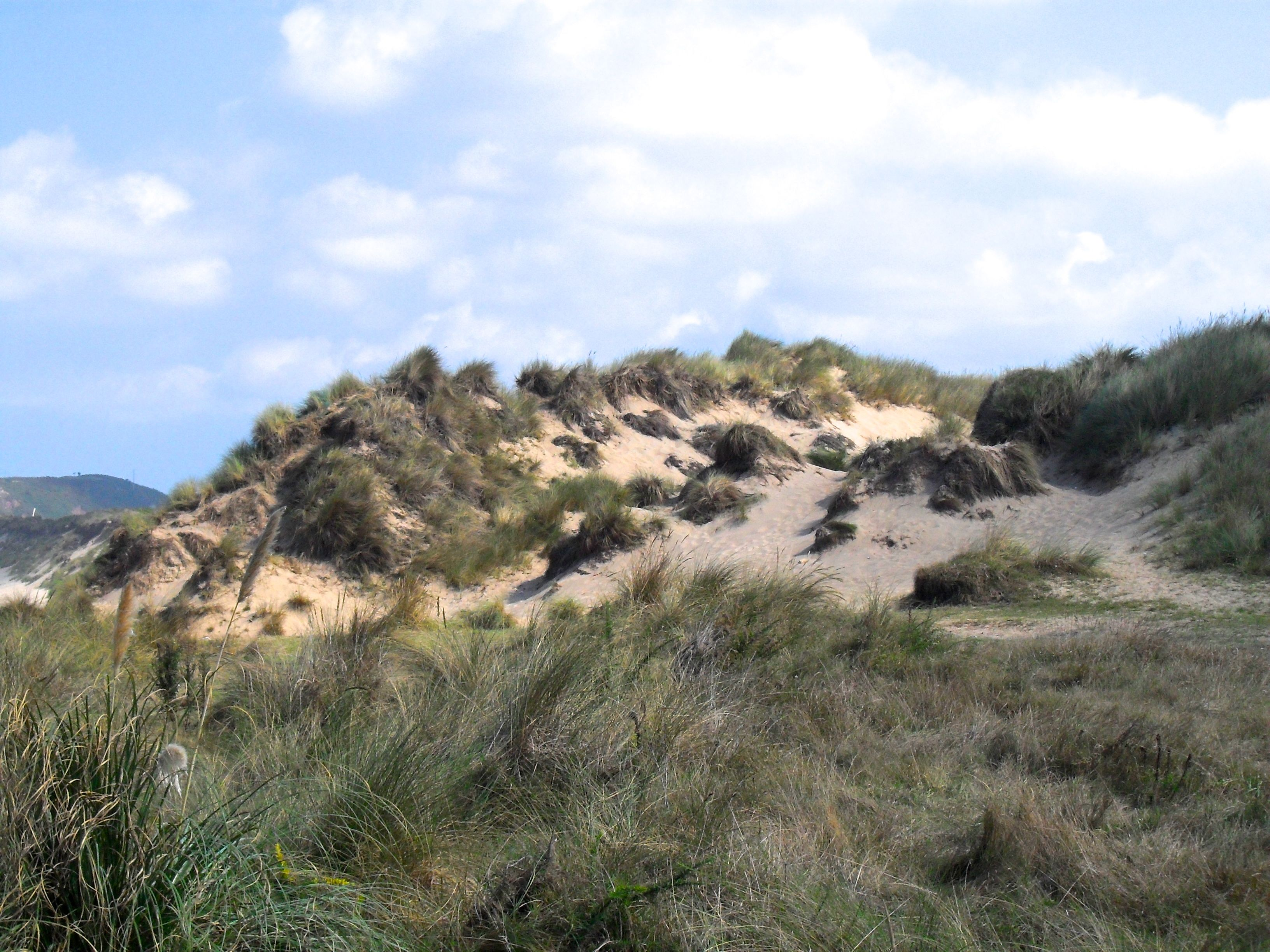
Duna primaria en el extremo oeste del monumento natural.

La playa de El Espartal fue declarada monumento natural el 21 de julio de 2006. La introducción de dicho decreto señala como valores a destacar en el enclave el sistema dunar en el que se encuentran las especies de nardo marino y  espigadilla de mar, incluidas en el Catálogo Regional de Especies Amenazadas de la Flora Asturiana. Además, se han descrito en El Espartal dos hábitats de interés comunitario, las dunas embrionarias (dunas móviles primarias) y los brezales mediterráneos y oromediterráneos primarios y secundarios con dominio de genisteas.
Este espacio forma parte de la Red Natura 2000, dentro del Lugar de Interés Comunitario Cabo Busto-Luanco y de la Zona de Especial Protección para las Aves del mismo nombre.
Se trata de zona de dunas de menos de una hectárea aunque en sus comienzos se trataba de la mayor de Asturias pero la industrialización (con la construcción de empresas como Cristalería Española o Asturiana de Zinc y el crecimiento urbanístico de Salinas, Raíces y San Juan dejó su tamaño reducido al de ahora desde el kilómetro que antes casi medía, entre los acantilados de Pinos Altos y el mar. Presenta dos zonas bien diferenciadas, la primera es un muro dunar formado por dunas blancas que en algunas zonas alcanza los 15 metros de alto. Tras este muro se encuentra el resto de la zona dunar con dunas grises.
La delimitación del ámbito geográfico protegido establecido en el decreto de declaración del monumento natural fue modificado tras una sentencia del Tribunal Superior de Justicia del Principado de Asturias, en un recurso contencioso-administrativo interpuesto por el ayuntamiento de Castrillón contra dicho decreto.